# 圣法若勒
圣法若勒（法語：Saint-Fargeol，法語發音：[sɛ̃ faʁʒɔl]）是法国阿列省的一个市镇，位于该省西南部，属于蒙吕松区。该市镇的总面积为10.36平方公里，2009年时的人口为190人。

## 人口
圣法若勒人口变化图示
| 数据来源：INSEE |